# NGC 7725
NGC 7725 é uma galáxia lenticular (S0) localizada na direcção da constelação de Aquarius. Possui uma declinação de -04° 32' 20" e uma ascensão recta de 23 horas, 39 minutos e 14,7 segundos.
A galáxia NGC 7725 foi descoberta em 20 de Setembro de 1784 por William Herschel.